# Blanka Vas
Pour les articles homonymes, voir Vas.
Blanka Vas, ou Kata Blanka Vas, née le 3 septembre 2001 à Kiskunlacháza, est une coureuse cycliste professionnelle hongroise. Elle est championne de Hongrie sur route de 2020 à 2025.

## Biographie
Blanka Vas naît le 3 septembre 2001 à Budapest. Elle grandit à Kiskunlacháza. Son père courait en VTT et participait régulièrement à des marathons. Elle découvre très tôt le vélo pendant ses vacances.
Blanka Vas commence sa carrière de cycliste par le cyclo-cross.
En 2020, Blanka Vas est vice-championne du monde espoirs de cyclo-cross derrière Marion Norbert-Riberolle et vice-championne du monde espoirs de VTT cross-country derrière la Française Loana Lecomte.
En raison de ses bons résultats, elle rejoint l'équipe SD Worx le 1er juin 2021. Du 1er octobre 2021 à octobre 2024, Lars Boom est son entraineur,.

### 2021
Kata Blanka Vas réalise le doublé chrono-course en ligne aux championnats nationaux de Hongrie. Aux Jeux olympiques, elle se classe quatrième du cross-country.
Aux championnats du monde sur route, elle suit le groupe des favorites et prend la quatrième place du sprint.

### 2023
Au Tour d'Espagne, Blanka Vas est quatrième des deuxième et quatrième étapes. Au Tour de Suisse, Blanka Vas remporte le sprint de la première étape,. Elle réalise le doublé sur les championnats de Hongrie sur route (contre-la-montre et course en ligne),. Lors de la huitième étape du Tour d'Italie, le faux-plat montant de l'arrivée à Sassari profite à Blanka Vas qui lève les bras,.
Elle est ensuite à l'attaque lors des championnats du monde sur route.
Elle subit une fracture à une clavicule durant un entraînement en octobre, ce qui perturbe sa saison de cyclo-cross.

### 2024

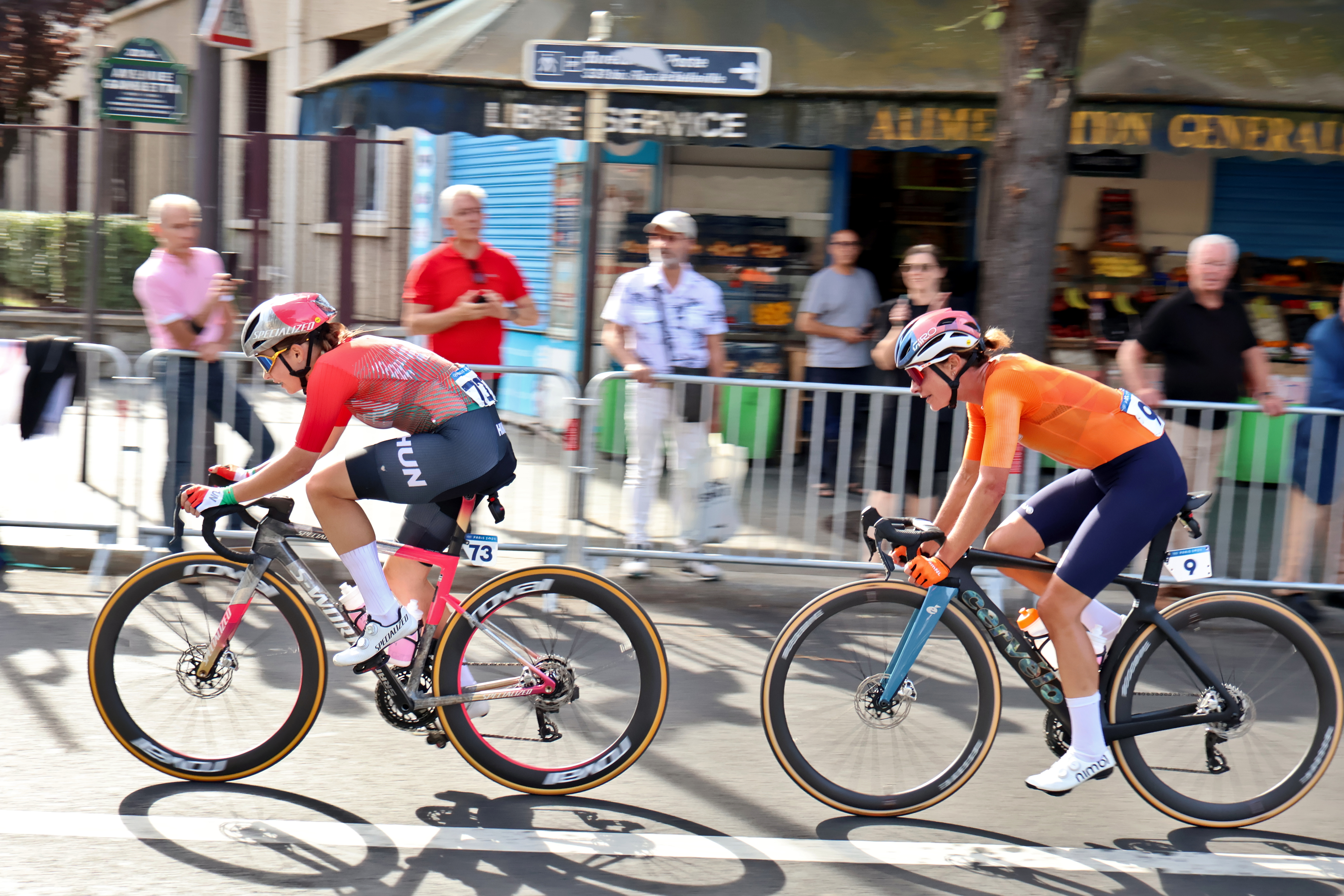
Avec Marianne Vos lors de la course sur route olympique

Lors de La Vuelta Femenina 2024, elle est maillot rouge deux jours et deuxième de la deuxième étape.
En juin 2024, Blanka Vas remporte pour la cinquième année consécutive le championnat de Hongrie sur route,. En juillet 2024, son équipe SD Worx-Protime prolonge son contrat pour trois saisons jusqu'en 2027.
Lors de la course en ligne des Jeux olympiques, Vas est à l'avant après la chute de Chloé Dygert. À vingt kilomètres du but, Lizzie Deignan attaque. Elle est rapidement rejointe par Marianne Vos et Vas qui la distancent peu après. Dans la troisième ascension vers Montmartre, Faulkner sort avec Kopecky dans la roue. Les deux duo sont distants de quelques secondes au sommet. La jonction a lieu à trois kilomètres et demi du but. Faulkner attaque immédiatement. Les trois autres s'observent et Faulkner n'est plus reprise. Derrière, Vas est quatrième.
Elle remporte la cinquième étape du Tour de France Femmes 2024 à Amnéville au sprint.

### 2025
En août 2025, elle remporte la troisième et dernière étape du Tour de Romandie à l’issue d’un sprint en petit comité.

## Vie privée
Fin 2019 à l'âge de 18 ans, elle déménage au siège de sa nouvelle équipe Doltcini-Van Eyck Sport à Avelgem, en Belgique.
Elle a un grand-frère, Balazs, âgé d'un an de plus qu'elle et un petit-frère, Barnabas, né en 2006.

## Palmarès sur route

### Par année
- 2018
  -  Médaillée de bronze de la course par équipes aux Jeux olympiques de la jeunesse (avec Virág Buzsáki)
- 2019
  -  Championne de Hongrie sur route juniors
  - 2e du championnat de Hongrie du contre-la-montre juniors
  - 7e du championnat du monde sur route juniors
- 2020
  -  Championne de Hongrie sur route
  - 2e du championnat de Hongrie du contre-la-montre
  - 6e du championnat d'Europe sur route espoirs
- 2021
  -  Championne de Hongrie sur route
  -  Championne de Hongrie du contre-la-montre
  -   Médaillée d'argent du championnat d'Europe sur route espoirs
  - 4e du championnat du monde sur route
  - 9e du Ceratizit Challenge by La Vuelta
  - 9e du Women's Tour
- 2022
  -  Championne de Hongrie sur route
  -  Championne de Hongrie du contre-la-montre
  - 2e du contre-la-montre par équipes de l'Open de Suède Vårgårda
  - 8e de la Classic Lorient Agglomération - Trophée Ceratizit
- 2023
  -  Championne du monde sur route espoirs
  -  Championne de Hongrie sur route
  -  Championne de Hongrie du contre-la-montre
  - 1re étape du Tour de Suisse
  - 8e étape du Tour d'Italie
- 2024
  -  Championne de Hongrie sur route
  - 5e étape du Tour de France
  - 4e de la course en ligne des Jeux olympiques
  - 8e du championnat d'Europe sur route
  - 10e du championnat du monde sur route
- 2025
  -  Championne de Hongrie sur route
  - 3e étape du Tour de Romandie
  - 2e du Trofeo Alfredo Binda-Comune di Cittiglio

### Résultats sur les grands tours

#### Tour d'Italie
3 participations :
- 2022 : 51e
- 2023 : 43e, vainqueure de la 8e étape
- 2024 : 41e

#### Tour de France
2 participations :
- 2024 : 63e, vainqueure de la 5e étape
- 2025 : 76e

#### Tour d'Espagne
1 participation :
- 2024 : 57e,  maillot rouge pendant 2 jours

### Classements mondiaux
| Année                                 | 2019 | 2020 | 2021 | 2022 | 2023 | 2024 |
| ------------------------------------- | ---- | ---- | ---- | ---- | ---- | ---- |
| Classement UCI                        | 624e | 66e  | 43e  | 77e  | 93e  | 62e  |
| UCI World Tour                        | nc   | nc   | 79e  | 64e  | 81e  | 121e |
|                                       |      |      |      |      |      |      |
| Légende : nc = non classéSource : UCI |      |      |      |      |      |      |

## Palmarès en cyclo-cross
- 2017-2018
  - 2e du championnat de Hongrie de cyclo-cross
- 2018-2019
  -  Championne de Hongrie de cyclo-cross
- 2019-2020
  -  Championne de Hongrie de cyclo-cross
  -  Médaillée d'argent du championnat du monde de cyclo-cross espoirs
  - 8e du championnat d'Europe de cyclo-cross espoirs
- 2020-2021
  -  Championne de Hongrie de cyclo-cross
  - Classement général de la Coupe du monde espoirs
  - Ethias Cross Versluys Cyclocross, Bredene
  - Toi Toi Cup #4, Rýmařov
  - Bryksy Cross Gościęcin, Gościęcin
  - Cyclocross Gullegem, Gullegem
  -  Médaillée d'argent du championnat d'Europe de cyclo-cross espoirs
  -  Médaillée de bronze du championnat du monde de cyclo-cross espoirs
- 2021-2022
  -  Championne de Hongrie de cyclo-cross
  - Coupe du monde de cyclo-cross #5, Overijse
  -  Médaillée d'argent du championnat d'Europe de cyclo-cross
  - 8e de la Coupe du monde de cyclo-cross
- 2022-2023
  -  Championne de Hongrie de cyclo-cross
  - Toi Toi Cup #1, Holé Vrchy
  - Toi Toi Cup #2, Hlinsko
  - Toi Toi Cup #3, Jičín
  - Kermiscross, Ardoye
  - Kiremko Nacht van Woerden, Woerden
  -  Médaillée de bronze du championnat d'Europe de cyclo-cross
- 2023-2024
  - GP Oisterwijk, Oisterwijk
- 2024-2025
  - Coupe du monde de cyclo-cross #11, Maasmechelen
  - 3e de la Coupe du monde de cyclo-cross
  - 5e du championnat du monde de cyclo-cross

## Palmarès en VTT

### Jeux olympiques
- Tokyo 2020
  - 4e du cross-country
- Paris 2024
  - 10e du cross-country

### Championnats du monde
- Leogang 2020
  -  Médaillée d'argent du cross-country espoirs
- Val di Sole 2021
  - 5e du cross-country espoirs
- Glasgow 2023
  - 5e du cross-country espoirs

### Coupe du monde
- Coupe du monde de cross-country espoirs
  - 2021 : 3e du classement général

- Coupe du monde de cross-country
  - 2022 : 51e du classement général
  - 2023 : absente

- Coupe du monde de cross-country short track
  - 2022 : 40e du classement général
  - 2023 : absente

### Championnats d'Europe
- Glasgow 2018
  - 10e du championnat d'Europe de relais mixte
- Brno 2019
  - 9e du championnat d'Europe de relais mixte

### Championnats nationaux
- Championne de Hongrie de cross-country en 2020 et 2021
- Championne de Hongrie de cross-country marathon en 2020